# Zažablje
Zažablje je općina u Dubrovačko-neretvanskoj županiji u Hrvatskoj.

## Zemljopis
Općina se nalazi uz rječicu Mislinu na području između Neuma, Opuzena i Metkovića. Uglavnom je na brdovitu terenu s nešto močvarna područja.

## Općinska naselja
Području općine pripada 6 naselja (stanje 2022.), a to su: Badžula, Bijeli Vir, Dobranje, Mislina, Mlinište (sjedište općine) i Vidonje.
| broj stanovnika | 879   | 989   | 953   | 1024  | 1215  | 1398  | 1354  | 1563  | 1732  | 1818  | 1739  | 1487  | 1272  | 1065  | 912   | 757   | 553   |
|                 | 1857. | 1869. | 1880. | 1890. | 1900. | 1910. | 1921. | 1931. | 1948. | 1953. | 1961. | 1971. | 1981. | 1991. | 2001. | 2011. | 2021. |

## Poznate osobe
- mons. Marin Barišić, nadbiskup splitsko-makarski, metropolit Splitske metropolije
- mons. Martin Vidović, naslovni nadbiskup ninski i apostolski nuncij u Bjelorusiji
- don Mile Vidović, ravnatelj splitske Nadbiskupijske klasične gimnazije Don Frane Bulić

## Vanjske poveznice
- Službena stranica